# Dans ma peau
Pour plus de détails, voir Fiche technique et Distribution.
Dans ma peau est un film français réalisé par Marina de Van, sorti en 2002.

## Synopsis
Âgée d'une trentaine d'années, Esther réalise ce dont on peut rêver à son âge : en mission dans une société d'études de marché, elle réussit à passer chef de projet junior. Elle vit aussi une histoire d'amour avec Vincent avec qui elle envisage d'acheter un logement.
Tout va donc bien jusqu'au moment où elle tombe dans le jardin sombre d'une maison où se tient une soirée à laquelle elle participe. Plusieurs heures après sa chute, elle se rend compte qu'elle est vraiment blessée et doit se rendre aux urgences. Elle ne comprend pas pourquoi elle n'a pas senti cette blessure, pourquoi elle n'a pas eu conscience de ce qui se passait dans son corps.
Esther commence alors à se lacérer la peau, comme pour retrouver la présence de son corps.

## Fiche technique
Sauf indication contraire, les informations mentionnées dans cette section peuvent être confirmées par la base de données cinématographiques Unifrance,  présente dans la section « Liens externes ».
- Titre original : Dans ma peau
- Réalisatrice : Marina De Van
- Scénariste : Marina De Van
- Photographie : Pierre Barougier
- Montage : Mike Fromentin
- Son : Jérôme Aghion, Jérôme Wiciak, Cyril Holtz, Stéphane Reichart
- Musique : Esbjörn Svensson Trio
- Costumes : Marielle Robaut
- Décors : Baptiste Glaymann
- Effets spéciaux : Dominique Colladant
- Directeur de production : Laurent Lecêtre
- Productrice : Laurence Farenc
- Société de production : Lazennec et Associés, Canal+, Centre national du cinéma et de l'image animée, Natexis Banques Populaires Images 2
- Société de distribution : Rezo Films
- Pays de production : 100 %  France
- Langue de tournage : français
- Format : couleur - 1,85:1 - Son Dolby Srd - 35 mm
- Genre : drame
- Durée : 93 minutes (1h33)
- Date de sortie :
  - France : 4 décembre 2002
- Classification :
  - France : Interdit aux moins de 16 ans lors de sa sortie en salles et à la télévision

## Distribution
- Marina de Van : Esther
- Laurent Lucas : Vincent
- Léa Drucker : Sandrine
- Thibault de Montalembert : Daniel
- Dominique Reymond : La cliente
- Bernard Alane : Le client
- Marc Rioufol : Henri
- François Lamotte : Pierre
- Adrien de Van : L'interne
- Alain Rimoux : Le pharmacien
- Chantal Baroin : Invitée
- Caroline Brunner : Serveuse
- Wilfried Malori : Nageur
- Giovanni Portincasa
- Damien Roussineau : Nageur